# Pendle
Pendle is een Engels district in het shire-graafschap (non-metropolitan county OF county) Lancashire en telt 91.000 inwoners. De oppervlakte bedraagt 169 km².
Van de bevolking is 15,4% ouder dan 65 jaar. De werkloosheid bedraagt 3,6% van de beroepsbevolking (cijfers volkstelling 2001).

## Historie en toerisme
Het district is in geheel Engeland bekend vanwege het Pendle Witches of Lancaster Witches-heksenproces uit het jaar 1612. Een uitgebreide, goede en lezenswaardige  beschrijving hiervan is het artikel Pendle Witches op de Engelse Wikipedia. 
De Pendle Hill, een heuvel in het district, is het jaarlijkse trefpunt van mensen, die dit heksenproces herdenken, terwijl er met Halloween  voor de toeristen ook 'heksenfeesten" e.d. worden gehouden. Van het nabijgelegen plaatsje Barrowford, met als startpunt het Pendle Heritage Centre, een streekmuseum,  loopt ook een wandelroute van 82 km, de Lancashire Witches Walk, naar  het kasteel in de stad Lancaster. Er is ook een buslijn naar de heksen genoemd, en ook een van de regionale ales (bieren).

## Plaatsen in district Pendle
- Barley
- Bracewell
- Carr Hall
- Cottontree
- Fence
- Higham
- Kelbrook
- Reedley
- Roughlee
- Sough
- Trawden
- West Craven
- Wheatley Lane
- Winewall
- Wycoller

## Civil parishesin district Pendle
Barley-with-Wheatley Booth, Barnoldswick, Barrowford, Blacko, Bracewell and Brogden, Brierfield, Colne, Earby, Foulridge, Goldshaw Booth, Higham-with-West Close Booth, Kelbrook and Sough, Laneshaw Bridge, Nelson, Old Laund Booth, Reedley Hallows, Roughlee Booth, Salterforth, Trawden Forest.